# Muzeum Zamkowe w Sandomierzu
Muzeum Zamkowe w Sandomierzu (do 2021 Muzeum Okręgowe w Sandomierzu) – muzeum powstałe w roku 1921 w Sandomierzu, gromadzące i eksponujące głównie zbiory związane z ziemią sandomierską. Jego siedzibą jest zamek królewski.

## Historia rozwoju muzeum
Regionalne muzeum, nazwane wówczas Muzeum Ziemi Sandomierskiej, założył i prowadził do IX 1939 miejscowy oddział Polskiego Towarzystwa Krajoznawczego, którego działacze przekazali na jego rzecz swoje kolekcje miejscowych minerałów, owadów, etnograficzne, numizmatów i zabytków archeologicznych. Chociaż placówkę otwarto 5 maja 1921 r., to przez kilka lat nie miała ona żadnego stałego lokalu. Dopiero w roku 1925 umieszczono ją w zbudowanym wówczas na potrzeby Polskiego Towarzystwa Krajoznawczego budynku przy dzisiejszej ulicy Żeromskiego, a dwa lata później mianowano pierwszego kustosza. Kolekcje rozbudowywano m.in. dzięki darowiznom miejscowej ludności oraz poprzez podejmowane przez kustosza lub członków PTK wyprawy terenowe. Skutkiem II wojny światowej było zamknięcie muzeum i utrata znacznej części eksponatów.
Na bazie zachowanych zbiorów otworzone 1 VI 1956 r. nowe muzeum, tym razem jednak państwowe, pod nową nazwą (początkowo Muzeum w Sandomierzu, od 1976 Muzeum Okręgowe) i w nowej lokalizacji – w Kamienicy Oleśnickich (do 2001). Po utworzeniu w roku 1975 województwa tarnobrzeskiego wydatnie wzrosły środki na rozwój muzeum, co skutkowało szybką rozbudową zbiorów, zwiększeniem działów muzealnych z dotychczasowych dwóch do czterech i dużym powiększeniem powierzchni wystawienniczych, zarówno dzięki uzyskaniu kilku sal w ratuszu (1978–2003), jak i w efekcie otwarcia dwóch oddziałów zamiejscowych: w Wiktorynie Zagrodę Pamięci Narodowej poświęconą dziejom regionalnej partyzantki Armii Ludowej (1977–1991) oraz Muzeum Czynu Zbrojnego w Janowie Lubelskim (od 1986) i Oddział Literatury im. Jarosława Iwaszkiewicza w sandomierskiej kamienicy przy ulicy Katedralnej(w 1980).
W roku 1986 muzeum ulokowano w zamku sandomierskim, stopniowo, w miarę remontowania kolejnych partii zamku, likwidując wszystkie pozostałe siedziby placówki (oddział w Janowie przekształcono w 1993 roku w odrębne muzeum) i przenosząc doń zbiory i personel, tak że od 2013 muzeum jest znów placówką jednooddziałową. W roku 1999 placówkę wpisano do Państwowego Rejestru Muzeów.
1 stycznia 2022 zmieniono nazwę z Muzeum Okręgowe na Muzeum Zamkowe w Sandomierzu, dokonując jednocześnie zmiany struktury własnościowej – muzeum stało się placówką wyłącznie państwową, zarządzaną przez Ministra Kultury i Dziedzictwa Narodowego i województwo świętokrzyskie, a dwie inne instytucje współzarządzające nią dotąd (powiat sandomierski i miasto Sandomierz) zrzekły się swych praw.

## Kierownicy i dyrektorzy[1]
- Leon Wilkoński (1927–1939)
- Eligia Gąsowska (1957–60)
- Kamila Załuska (1961–70)
- Jan Przała (1970–75)
- Ireneusz Skrzyński (1975–76)
- Kazimierz Kałuża (1976–77)
- Jerzy Waszkiewicz (1978–95)
- Zofia Czubowa (1995–2009)
- Paweł Różyło (2009–2013)
- Dominik Abłamowicz (2015–2018)
- Dominik Kacper Płaza (2018–2020)
- Mikołaj Getka-Kenig (od 2021 r.)[3]

## Zbiory i ekspozycje
Muzeum ma pięć działów gromadzących zbiory: archeologiczny, etnograficzny, historyczny, literatury oraz sztuki, ponadto dysponuje biblioteką i pracownią konserwacji zabytków. W 2022 r. istniały następujące wystawy stałe:
- Ciemne ścieżki – prezentuje życie i twórczość Jarosława Iwaszkiewicza
- Dawna kuchnia królewska – zbiory artystyczne. Rzemiosło – malarstwo XVII – XX w.
- Dawna wieś sandomierska
- Dzieje zamku sandomierskiego
- korona sandomierska – pokazująca kopię średniowiecznej korony znalezionej w Sandomierzu, a współcześnie będącej w zbiorach Muzeum Katedralne im. Jana Pawła II na Wawelu
- Krzemień pasiasty w biżuterii i małych formach złotniczych
- Lapidarium – prezentuje fragmenty zabytkowych detali architektonicznych z miejscowego zamku doby Renesansu wzniesionego przez warsztat Benedykta z Sandomierza
- Legenda o Walgierzu Udałym w artystycznej wizji Stanisława Hiszpańskiego
- Szachy sandomierskie – zestaw średniowiecznych bierek szachowych z kości, odkrytych w Sandomierzu
- Ziemia Sandomierska w pradziejach i wczesnym średniowieczu

## Galeria zdjęć

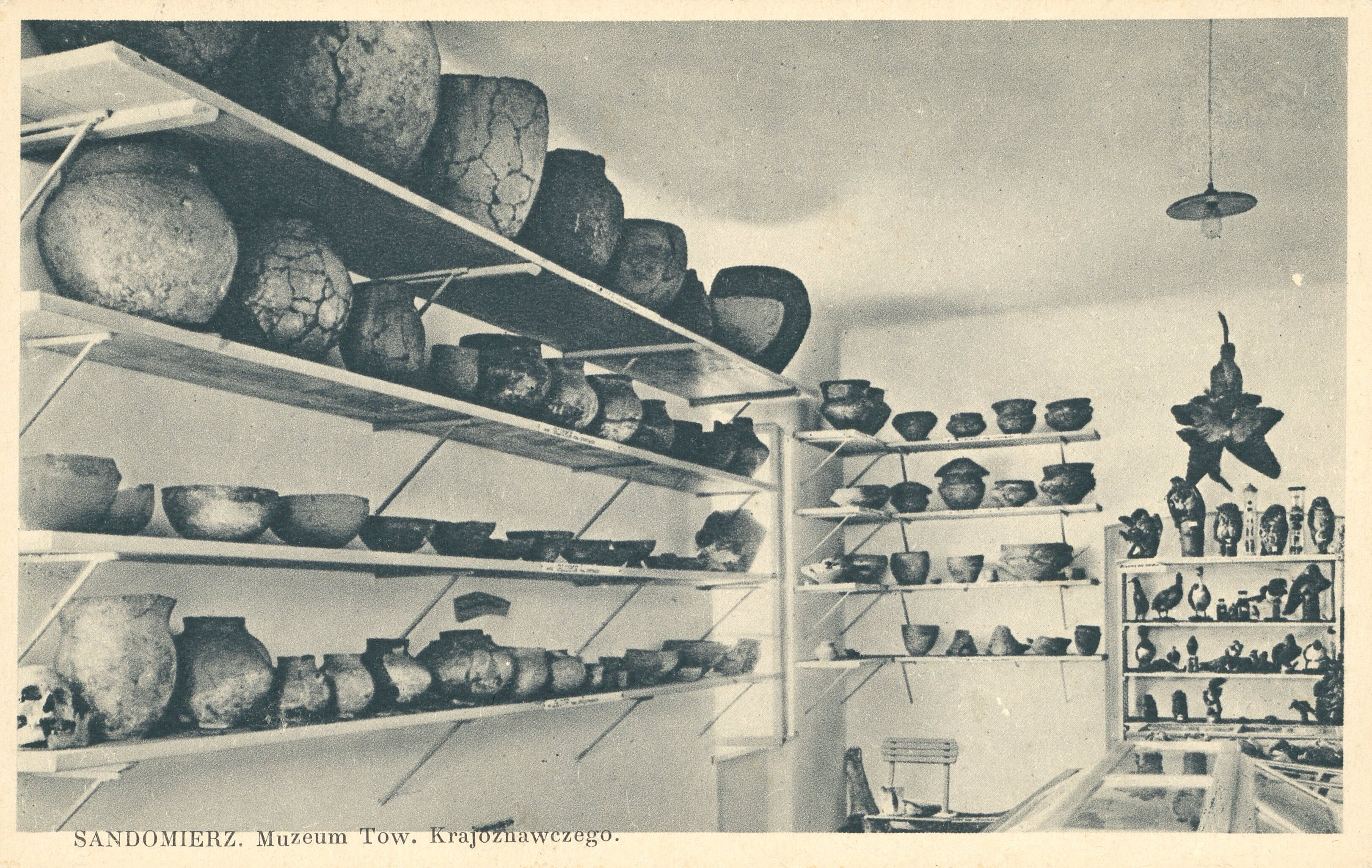
Zbiory muzeum (1906–1930)
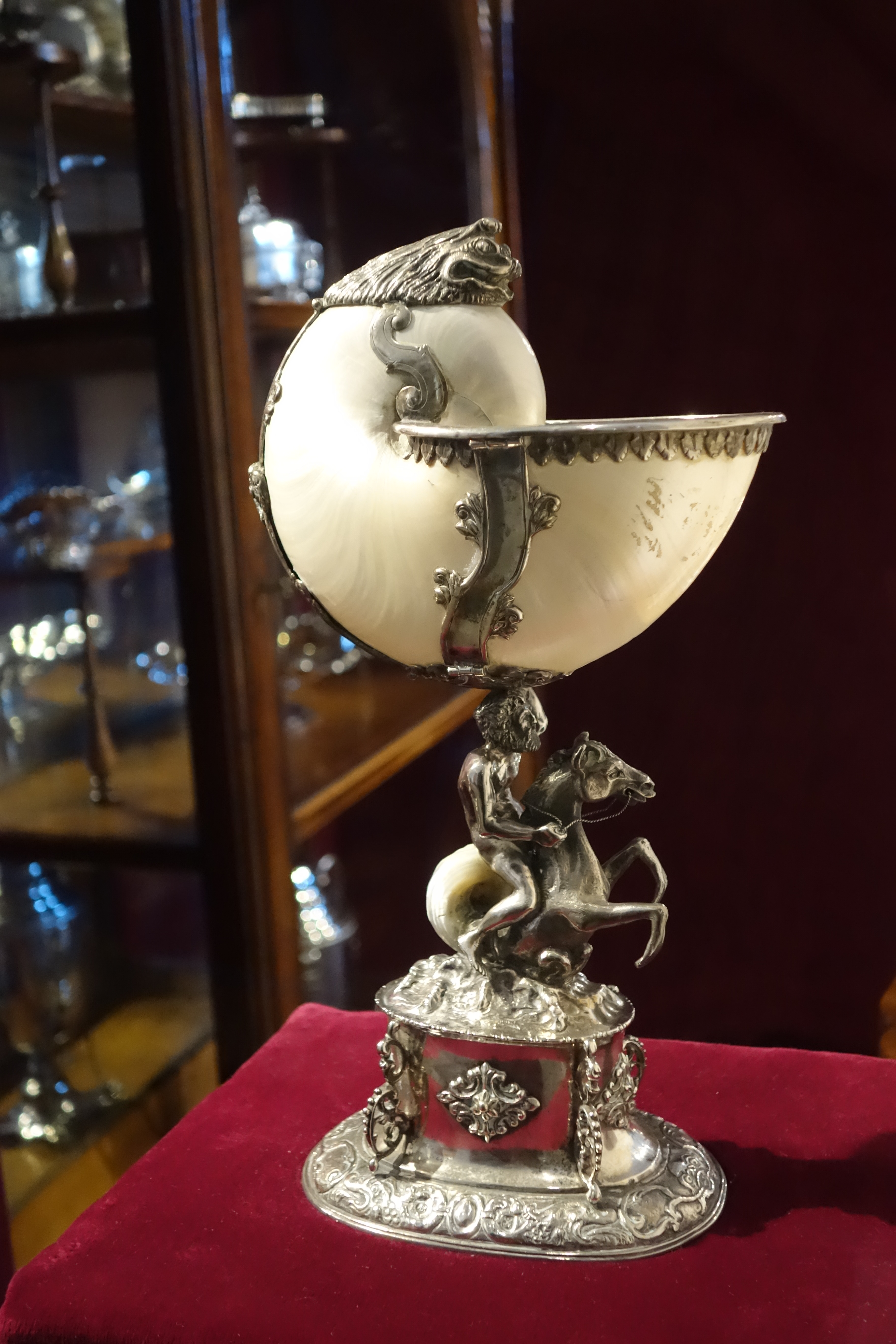
Puchar z kolekcji zastawy stołowej
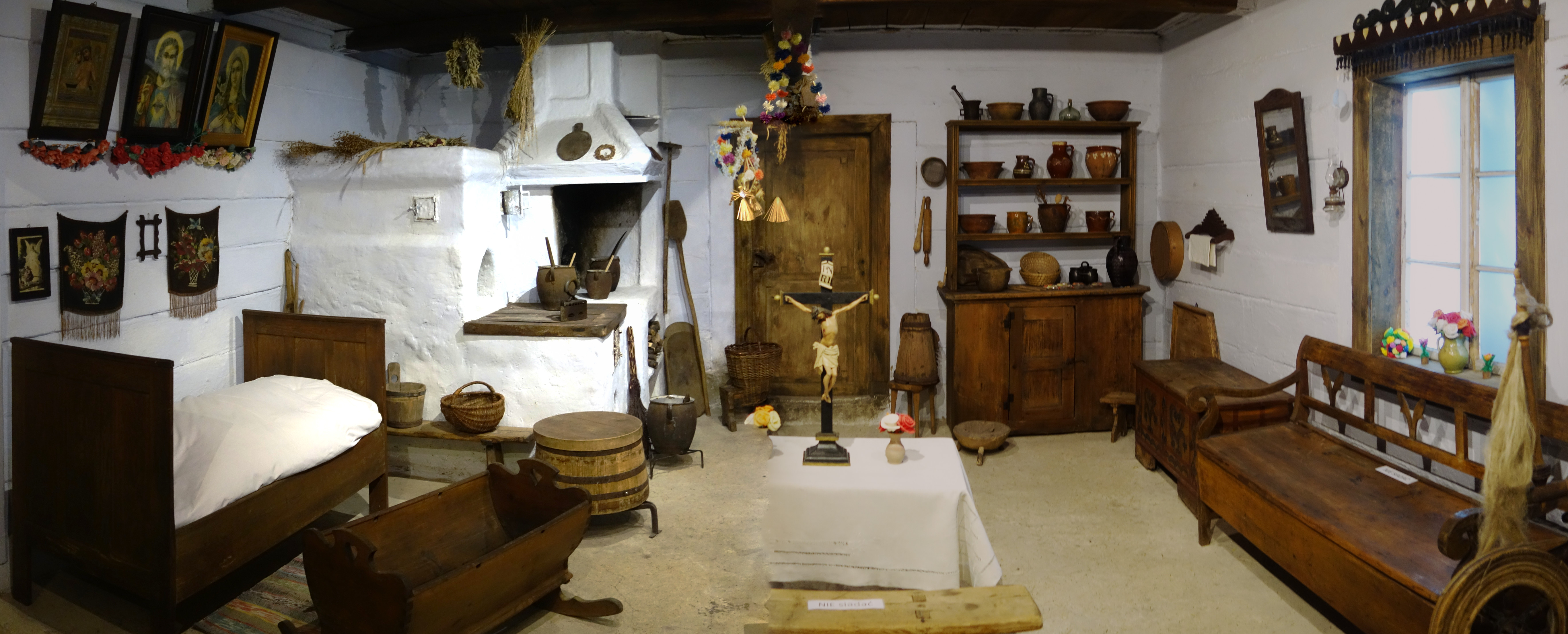
Rekonstrukcja izby mieszkalnej na wystawie „Dawna wieś sandomierska”